# Perigea parastichtoides
Perigea parastichtoides är en fjärilsart som beskrevs av George Francis Hampson 1908. Perigea parastichtoides ingår i släktet Perigea och familjen nattflyn. Inga underarter finns listade i Catalogue of Life.